# Bożnów
Bożnów (['bożnuf]?, tysk: Eckersdorf) er en landsby i de administrative distrikt Gmina Żagań, i Powiat żagański, Województwo lubuskie, i de vestlige Polen.
Før 1945 var området en del af Landkreis Sprottau i provinsen Niederschlesien, Tyskland.
Indbyggere:
- 1933 – 1.031
- 1939 – 1.037

Fra 1975 til 1998 lå området i provinsen Zielona Gora.
Byen driver også en sportsklub, KP Bożnów Beskid. Klubben blev grundlagt i 1956. I øjeblikket spiller klubben i den polske liga.